# Vida robada (1961)
Vida robada é uma telenovela mexicana, produzida pela Televisa e exibida em 1961 pelo Telesistema Mexicano.

## Elenco
- Claudio Brook
- Eva Calvo
- Carlos Petrel